# Wem die Stunde schlägt

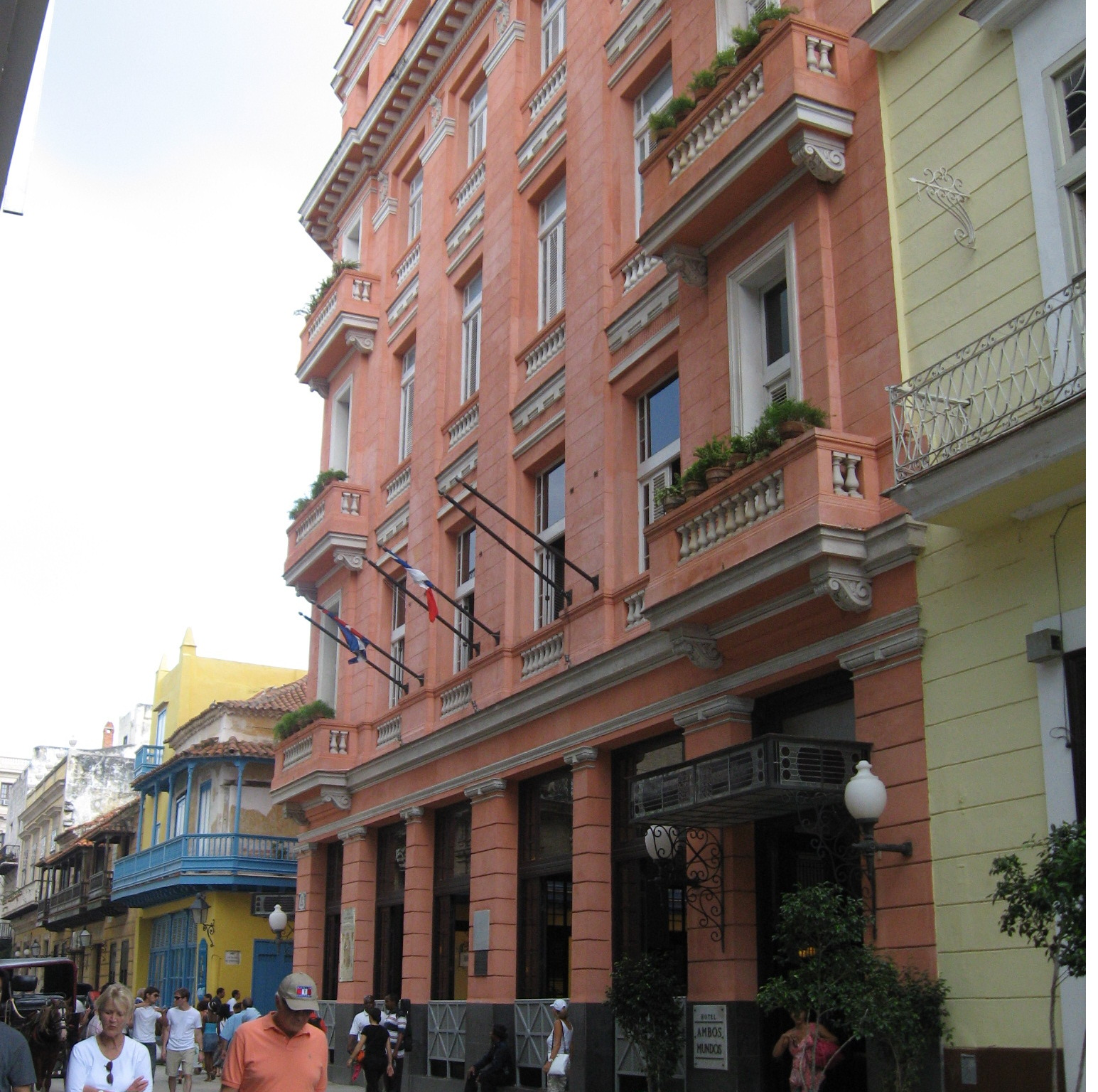
Hotel „Ambos Mundos“ in Havanna, wo Ernest Hemingway das erste Kapitel des Romans schrieb

Wem die Stunde schlägt (englisch For Whom the Bell Tolls) ist ein Roman von Ernest Hemingway aus dem Jahr 1940. Die Erstausgabe erschien im Oktober 1940 im Scribner Verlag in New York. Der Roman wurde bereits kurz nach seinem Erscheinen zu einem großen Verkaufserfolg; bis Ende Dezember 1940 wurden in knapp neun Wochen 189.000 Exemplare des Werkes abgesetzt. Bis Anfang April 1941 stieg die Verkaufszahl auf 491.000 Exemplare und weitere 565.000 Exemplare waren im Druck. Innerhalb kurzer Zeit wurde For Whom the Bell Tolls damit zum meistverkauften Buch Hemingways im englischsprachigen Raum.
Die erste deutsche Übersetzung stammt von Paul Baudisch und erschien 1941 im Verlag Bermann Fischer, Stockholm. Mehrere Nachdrucke und neue Auflagen folgten schon im selben Jahr. In der Zeit nach dem Zweiten Weltkrieg entwickelte sich das Buch auch im deutschsprachigen Raum zum Bestseller. Ab 1948 wurde die deutsche Übersetzung des Romans in zahlreichen weiteren Auflagen teilweise als Lizenzausgabe auch vom Suhrkamp und vom Fischer Verlag herausgegeben.

## Handlung
Der Roman erzählt eine dreitägige Episode aus dem Leben des amerikanischen Guerillakämpfers Robert Jordan, der im Spanischen Bürgerkrieg für die Internationale Brigade gegen die Falange und den von Francisco Franco geführten Militärputsch kämpft. Die geschilderte Handlung umfasst einen Zeitraum von rund 70 Stunden zwischen Samstag irgendwann in der Mittagszeit und Dienstag mittag in der letzten Maiwoche 1937.
In der Rahmenhandlung erteilt General Golz, ein Befehlshaber der Internationalen Brigaden, dem Sprengstoffexperten Jordan den Auftrag, zeitgleich mit dem bevorstehenden Angriff der Republikaner auf die Stadt Segovia eine Brücke zu sprengen, über die die Feinde Nachschub heranschaffen könnten. Hinter den Linien der Feinde sucht Jordan die Zusammenarbeit mit der Guerillagruppe um Pablo. Pablos Widerstand gegen die gefährliche Operation steht Jordans Pflichtgefühl entgegen. Weitere Spannungen werden durch Robert Jordans erwachende romantische Liebe zu María, einem Mitglied von Pablos Gruppe, ausgelöst.
Ein bedeutender Teil des Romans ist aus der Sicht Jordans geschrieben. Seine Erzählung ist mit Erinnerungen an einige Treffen mit Russen in Madrid sowie an seinen Vater und Großvater durchsetzt. Daneben berichtet Pilar, eine energische, „urwüchsige“ Spanierin und Frau von Pablo, von der Brutalität des Bürgerkrieges: einmal die einer aufgebrachten republikanischen Menschenmenge, ein anderes Mal die von nationalistischen Regierungstruppen.

## Geschichtlicher Zusammenhang
Der Roman spielt kurz vor und während einer Offensive der republikanischen Truppen an der Zentralfront bei Segovia im Mai 1937. Diese ist ein historisches Ereignis. Es treten bekannte historische Figuren unter ihrem Realnamen auf wie André Marty. Andere wie der sowjetische Journalist Michail Jefimowitsch Kolzow treten unter Pseudonymen auf (Kolzow als Karkow). Die Figur des Generals Golz, der den Angriff bei Segovia plant und Jordan seinen Auftrag gibt, ist dem polnischen General Karol Świerczewski alias General Walter nachempfunden.
In der ideologischen Auseinandersetzung des Spanischen Bürgerkriegs zwischen linksgerichteten Volksfrontlern (Anarchosyndikalisten, Kommunisten, linksliberale Republikaner) und rechtsgerichteten Nationalisten (Monarchisten, Konservative, Faschisten) bezieht Hemingway Partei, indem der Protagonist Robert Jordan die Hoffnung wachhält, dass weltweite Unterstützung dem Anliegen der Republikaner zum Sieg verhelfen könne.
Die Unterstützung beider Seiten durch fremde Mächte (Sowjetunion für die Volksfront, Deutschland und Italien für die Franquisten) arbeitet Hemingway deutlich heraus. Er geht jedoch kaum direkt auf die weltpolitischen Hintergründe des Bürgerkrieges und dessen Folgen für Spanien ein, sondern lässt die Schicksale der Figuren für die Situation des Landes sprechen. 

## Interpretation

### Titel
Für den Titel des Romans verwendete Hemingway ein Zitat des englischen Dichters John Donne (1572–1631). Ausschnitte des geistlichen Gedichtes Meditation Nr. 17 stellte er dem Buch auch als Motto voran:
“No Man is an Island, entire of itself; every man is a piece of the continent, a part of the main; […] and therefore never send to know for whom the bell tolls; it tolls for thee.” (deutsch: „Kein Mensch ist eine Insel, in sich selbst vollständig; jeder Mensch ist ein Stück des Kontinentes, ein Teil des Festlands; […] und darum verlange nie zu wissen, wem die [Toten-]Glocke schlägt; sie schlägt dir.“)
Es bezieht sich auf die Verantwortung, die jeder einzelne in der Gemeinschaft trägt. Ein Ideal, das die Zentralgestalt Jordan vorbildlich erfüllt. Als Motto ist dieser Satz aber auch als moralische Aufforderung an jeden einzelnen Leser gerichtet.

### Autobiografischer Ansatz
Hemingways eigene Erlebnisse als Kriegsfreiwilliger auf Seiten der Republikaner gaben Anstoß zu diesem Thema und begründen die Wirklichkeitsnähe der Darstellung. Hemingway konnte neben seinen Erlebnissen im spanischen Bürgerkrieg auch Erfahrungen aus dem Ersten Weltkrieg verarbeiten. Nach Anthony Burgess gleicht eine Abschiedsszene Hemingways Aufbruch an die italienische Front.
Auch die letzten Gedanken Robert Jordans klingen an Hemingways eigene an, als er bei Fossalta di Piave verwundet wurde.
Die Romanfigur María hat deutliche Parallelen zu Catherine Barkley aus dem teil-autobiographischen Roman A Farewell to Arms. Allerdings ist María weniger komplex entwickelt und erscheint eher farblos.

### Erzählstil
Wem die Stunde schlägt ist ein uneinheitlicher Roman. Er wechselt zwischen der sog. auktorialen Erzählsituation (Bericht eines „allwissenden Erzählers“ in der dritten Person), Dialogen zwischen den Romanfiguren und umfangreichen Betrachtungen Robert Jordans hin und her.
Das Werk ist in einem lapidaren Stil geschrieben und bedient sich des von Hemingway deutlich mitgeprägten Kunstmittels der Kurzgeschichte. Damit soll eine Unmittelbarkeit erzielt werden, die die Absicht hat, den Leser zu begeistern und ins Geschehen hineinzuziehen. Der Protagonist Robert Jordan wird dabei so leidenschaftlich geschildert, dass damit die oben bereits erwähnten Parallelen zu Hemingways persönlichen Erlebnissen möglich scheinen.
Die Dialoge sind in der Originalfassung in einem archaischen, mittelalterlichen Englisch (z. B. thou, thee anstelle des modernen you) verfasst, um den altkastilianischen Dialekt der Protagonisten zu simulieren, und zudem mit spanischen Floskeln wie qué va gespickt. So wird der Leser ständig daran erinnert, dass die Sprache der Romanfiguren nicht Englisch ist. Der Autor verwendet in den Dialogen bewusst eine einfache Syntax und einen begrenzten Wortschatz.
Im letzten Abschnitt des Romans teilt sich der Erzählstrang. Inhaltlich folgt er auch Andrés, der eine Nachricht an die Republikaner übermitteln soll.

### Motive
Ein Hauptthema des Buches ist die Kameradschaft. George Orwell beschreibt sie (in Homage to Catalonia) als einen engen Zusammenhalt inmitten der alltäglichen Bedrohung durch den Tod sowie als selbstlosen Einsatz des Einzelnen für ein Ideal oder den gemeinschaftlichen Besitz. Körperlichen Ausdruck findet diese enge Gemeinschaft der männlichen „Schicksalsgefährten“ in Gesten wie Umarmungen oder Schulterklopfen. Stärke ziehen die Kämpfer ebenfalls aus einer Verbundenheit mit dem Land (Spanien), oft symbolisiert durch den Waldboden mit seinen Kiefernnadeln.
Ein weiteres Motiv ist das des Suizids. Hemingway versucht im Roman den Freitod aus „edlen Motiven“ zu rechtfertigen. Die Kämpfer ziehen sämtlich den Tod einer eventuellen Gefangenschaft vor und sind bereit, sich im Notfall das Leben zu nehmen oder aber es jemand anderem anzuvertrauen. Dieses Motiv ist angesichts Hemingways eigenen Suizids einundzwanzig Jahre später für die autobiografische Deutung interessant.
Hemingway zeichnet im Roman ein Bild von Gewalt und Tod in Gestalt der militärischen Vernichtungsmaschine. Damit wird die klassische Darstellung des Krieges als Kampf zwischen Menschen auf eine andere Ebene gebracht. Heldentaten werden durch „Abschlachtszenen“ abgelöst. Ein Beispiel hierfür ist die Erschießung von Marías Eltern an der Schlachthauswand.
Ein anderer Aspekt von Gewalt findet sich in der Beziehung zwischen den Hauptfiguren. Hier wird physische Gewalt durch psychische Gewalt ersetzt. Beispielhaft ist die Auseinandersetzung zwischen Robert und Pablo, wobei Robert letzteren zu provozieren versucht, um einen Vorwand zu haben, ihn zu erschießen. Pilar ist gleichfalls eine Figur, die vielfach psychische Gewalt anwendet, ohne je jemanden physisch zu verletzen.

## Rezeption
Unmittelbar nach dem Erscheinen der Erstausgabe des Romans 1940 lobte die New York Times das Buch als ein herausragendes, besonders bewegendes Werk über den Spanischen Bürgerkrieg und erklärte For Whom the Bell Tolls zu dem ersten größeren Roman des Zweiten Weltkriegs.
Im folgenden Jahr wurde der Roman einhellig von der Jury und den zuständigen Gremien für die Vergabe des Pulitzer-Preises ausgewählt. Auf Drängen von Nicholas Murray Butler, dem damaligen Dekan der Columbia University, an der die Preisverleihung jährlich stattfindet, nahm die Jury jedoch ihre Nominierung zurück. Aus Butlers Sicht war das Werk zu anstößig; der Pulitzer-Preis für den Roman wurde daraufhin in dem Jahr nicht vergeben.
Der Journalist und Schriftsteller Erich Pfeiffer-Belli attestierte dem Buch 1946 in seiner Rezension im Ruf „eine aufrichtige Kraft“ und rühmte das künstlerische Erkenntnisvermögen des Autors sowie die besondere Art von Realismus, die sich in diesem Roman manifestiere. Geschildert werde einerseits auf schonungslose Weise die Bestialität des Menschen, andererseits dessen Aufopferungsfähigkeit, die er das „Unzerstörbare im Menschen“ nannte. Sein Fazit: „Ein gläubiges Buch, ein nervöses, nuancenreiches, konzentriertes, spannendes Buch, voll krasser Realismen, voll zartester Andeutungen […].“
Paul Ingendaay, ebenfalls Journalist und Schriftsteller, empfand das Buch dagegen 1999 in der Frankfurter Allgemeinen Zeitung als „peinlich gestelzt“, überlang und klischeehaft. Die erneute Lektüre habe ihm den „niederschmetternden Befund“ eines „alt und ranzig“ gewordenen Klassikers beschert.
Die Zeitschrift Le Monde nahm Wem die Stunde schlägt in ihre Liste der 100 Bücher des Jahrhunderts auf.
Karl-Heinz Schönfelder zählte den Roman zu den „reifsten Werken Hemingways“, bewertete aber die Figur der Maria als „flach“ und „schemenhaft“. Die Darstellung der meisten Nebenfiguren hob er hingegen lobend hervor.

## Werkgeschichtlicher Hintergrund
Bevor Hemingway im März 1939 begann, den Roman zu verfassen, hatte er mit dem französischen Schriftsteller, Widerstandskämpfer, Politiker und späteren Kulturminister André Malraux eine Vereinbarung über die literarische Verarbeitung der Ereignisse im Spanischen Bürgerkrieg getroffen. Während Malraux den Zeitraum bis 1937 behandeln durfte und dies in seinem 1937 veröffentlichten Roman L'Espoir (dt. Titel Die Hoffnung, 1954) auch tat, blieb Hemingway der Zeitraum von 1937 an überlassen.
Hemingway arbeitete an dem längsten seiner Romane in der Zeit zwischen März 1939 und Juli 1940. Den letzten Teil des Romans ab Kapitel 23 schrieb er von Januar 1940 an überwiegend in Havanna auf Kuba; zwischen Juni und Juli 1940 war das Manuskript weitgehend fertiggestellt und das letzte Kapitel 43 abgeschlossen. Im August und September redigierte Hemingway die Druckfahnen; am 10. September schickte er den letzten Teil der korrigierten und überarbeiteten Fassung per Luftpost zur Drucklegung an seinen Verleger in die USA.
Ursprünglich sollte der Roman den Titel The Undiscovered Country (deutsch: „Das unendeckte Land“) tragen; Ende April 1940 entschied sich Hemingway jedoch dazu, das von John Donne dem geistlichen Gedicht Meditation XVII entnommene Zitat For Whom the Bell Tolls als endgültigen Titel für sein Werk zu wählen.

## Verfilmung
Der Roman wurde 1943 mit Gary Cooper, Ingrid Bergman, Akim Tamiroff und Katina Paxinou in den Hauptrollen verfilmt. Die Bearbeitung des Romans zum Drehbuch stammte von Dudley Nichols, Regie führte Sam Wood.
Der Film Wem die Stunde schlägt wurde für eine Reihe von Oscars nominiert: Katina Paxinou erhielt den Oscar als beste Nebendarstellerin. Weiter waren Gary Cooper (Hauptrolle), Ingrid Bergman (Hauptrolle) und Akim Tamiroff (Nebendarsteller) nominiert; daneben bestanden Nominierungen für Ausstattung, Kamera, Schnitt, Musik und als bester Film.

## Musik
For Whom the Bell Tolls ist ein Lied der Band Metallica aus dem Album Ride the Lightning (1984). Es thematisiert eine Episode, in der der Guerillaführer El Sordo auf einem Hügel eingeschlossen ist und gemeinsam mit fünf Gefährten bei einem Luftangriff umkommt. Daneben existieren weitere musikalische Bearbeitungen des Stoffes, u. a. von Simon Dupree and the Big Sound aus den Sechzigerjahren.

## Trivia
Robert Jordan war das Hauptpseudonym des amerikanischen Schriftstellers James Oliver Rigney, Jr., ohne dass dieser den Bezug auf Hemingways Text bestätigt hätte.

## Buchausgaben
Amerikanische Originalausgabe
- Ernest Hemingway: For Whom the Bell Tolls. Charles Scribner’s Sons, New York 1940
  - zahlreiche Nachdrucke und Neuauflagen, zuletzt im McMillan Verlag, London 2016 (Macmillan Collector's Library)

Deutsche Übersetzungen
- Ernest Hemingway: Wem die Stunde schlägt. Aus dem Amerikanischen von Paul Baudisch. Bermann-Fischer, Stockholm 1941, DNB 992444861
  - zahlreiche Nachdrucke und Neuauflagen, zuletzt (40. Auflage): S. Fischer, Frankfurt am Main 2014, ISBN 978-3-596-20408-3
- Ernest Hemingway: Wem die Stunde schlägt. Neu übersetzt von Werner Schmitz.[11] Rowohlt, Hamburg 2022, ISBN 978-3-498-00195-7